# Pont de barques
Pour les articles homonymes, voir Bataille de Porto.

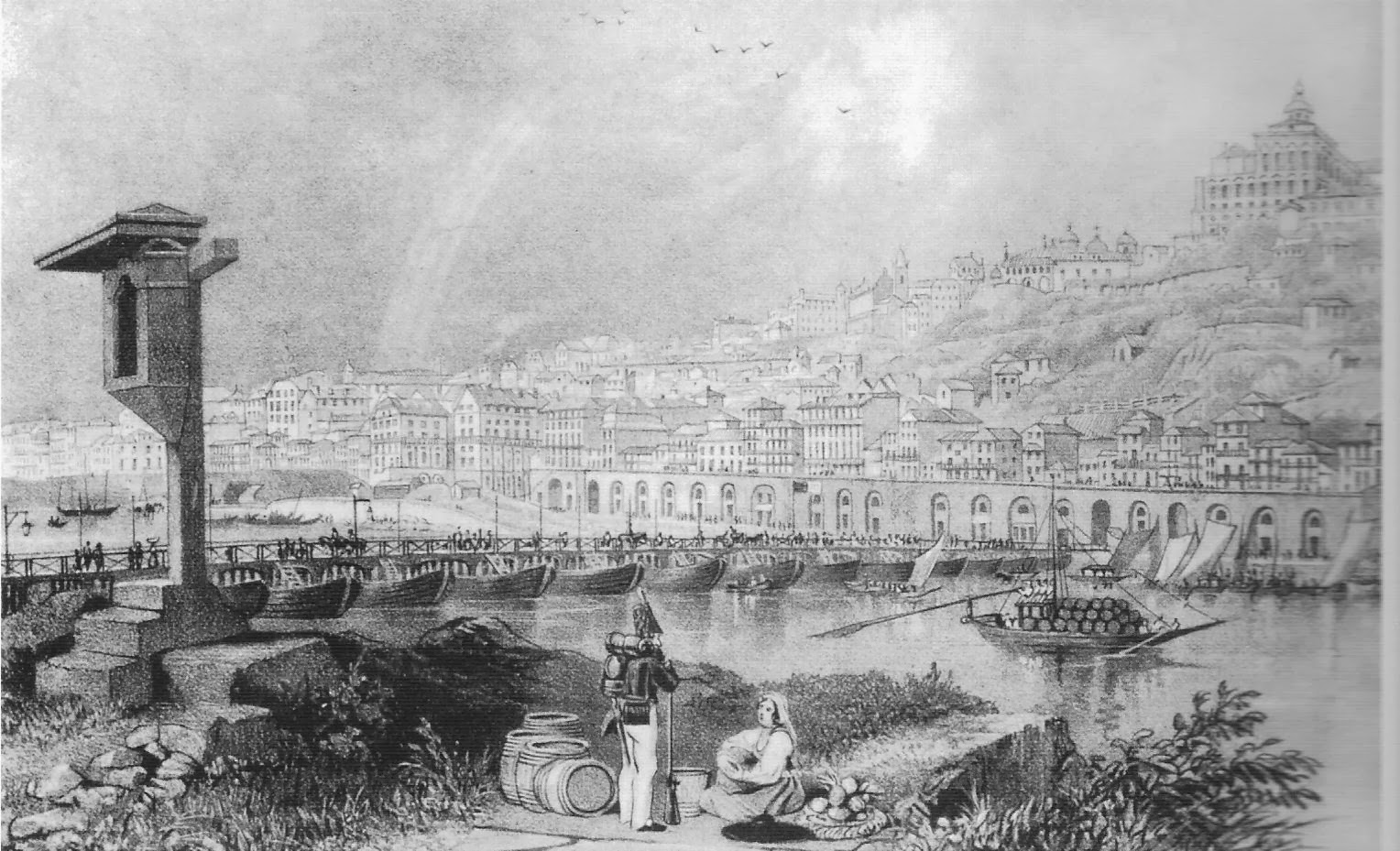
Le pont de barques, dessin de Joseph James Forrester, av. 1848.

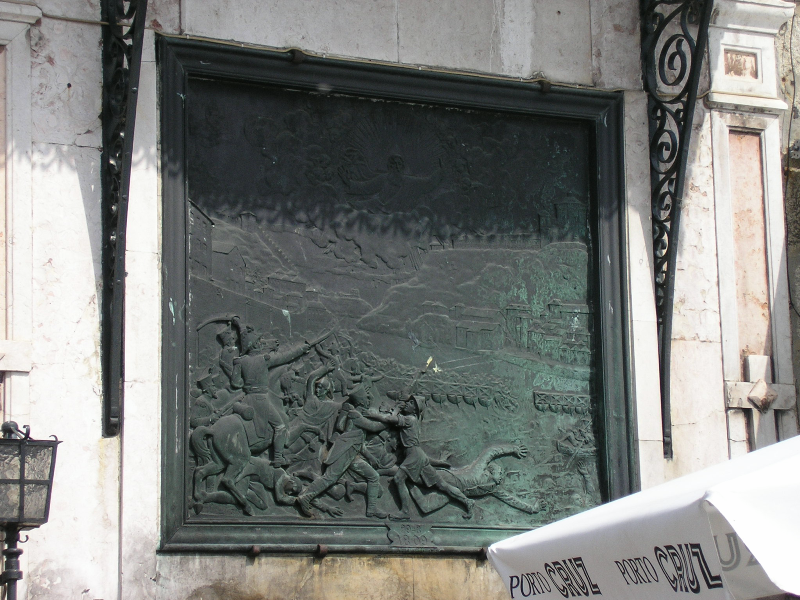
Les âmes du pont de barques: Plaque en souvenir de la tragédie du 29 mars 1809 installée sur les rives du Douro

L'épisode dramatique du Pont de barques, comme on le désigne au Portugal, a eu lieu à Porto le 29 mars 1809 pendant la première bataille de Porto. Ce pont qui traversait le Douro au centre de Porto au début du XIXe siècle reposait sur de grandes barques. 
La nécessité d'un point de passage vers la rive sud du Douro pour les personnes et les marchandises de Porto a toujours constitué une préoccupation. Plusieurs ponts de barques se sont succédé selon les besoins. Cependant, la traversée du Douro se faisait traditionnellement à l'aide de barques, de radeaux, de bacs ou de chalands.  
Ce pont de barques construit pour durer était un projet de Carlos Amarante et fut inauguré le 15 août 1806. Il était constitué de 20 barques reliées par des câbles en acier et pouvait s'ouvrir en deux parties pour céder le passage au trafic fluvial.   
C'est sur ce pont que des milliers d'habitants de Porto cherchant à fuir la charge des baïonnettes françaises lors de la deuxième invasion napoléonienne au Portugal, commandée par le maréchal Soult, trouveront la mort le 29 mars 1809. On comptera plus de 4 000 victimes.  
Reconstruit après la tragédie, le pont de barques sera finalement remplacé par le Pont D. Maria II en 1843.